# Alessandro Pajno
Alessandro Pajno (Palermo, 31 agosto 1948) è un magistrato e politico italiano.

## Biografia
È figlio del magistrato Vincenzo Pajno, già Procuratore Capo e Procuratore generale al Tribunale di Palermo. 
Laureato in giurisprudenza all'Università degli Studi di Palermo, è divenuto prima avvocato dello Stato e dal 1982 consigliere di Stato. 
È stato docente incaricato alla scuola di specializzazione in studi sull'amministrazione pubblica dell'Università di Bologna ed anche all'Università La Sapienza, diritto amministrativo alla Scuola Superiore Sant'Anna di Pisa e alla facoltà di scienze politiche della LUISS di Roma.
È autore di numerose pubblicazioni riguardanti i temi dell'organizzazione amministrativa, dell'attività amministrativa della giustizia amministrativa, dell'organizzazione del servizio di istruzione e dell´autonomia delle istituzioni scolastiche.
Nelle istituzioni politiche ha avuto vari incarichi: è stato consigliere giuridico del ministro dei rapporti con il Parlamento Sergio Mattarella, dal 1987 al 1989, capo di gabinetto dei ministri alla pubblica Istruzione Mattarella e Rosa Russo Iervolino dal 1992 al 1994 e di Ciampi (Bilancio e Tesoro) dal 1998 al 1999. È stato anche segretario generale della presidenza del Consiglio dei ministri nel governo Prodi I (1996-1998), e commissario straordinario governativo per il completamento del federalismo amministrativo.
Dal 18 maggio del 2006 all'8 maggio 2008 ha fatto parte del secondo governo Prodi in qualità di sottosegretario al Ministero dell'Interno, con delega all'amministrazione civile.
Dopo essere stato presidente di sezione, il 23 dicembre 2015 è stato nominato Presidente del Consiglio di Stato con decorrenza 1º gennaio 2016. La scelta, per prassi, veniva presa dal Consiglio di Presidenza del Consiglio di Stato stesso, secondo il criterio di maggiore anzianità dei candidati. Invece il governo Renzi, per la prima volta, ha rivendicato il diritto a procedere autonomamente alla nomina scegliendo tra una rosa indicata, diritto che gli compete secondo la legge. Lo resta fino al 2018.
Quindi ha presieduto il Gruppo di studio istituito presso il Ministero dell'Interno per l'elaborazione di un progetto di riforma dell'ordinamento degli enti locali.
Ha ripreso a insegnare al dipartimento di Scienze giuridiche dell'Università La Sapienza di Roma.